# 高麗八万大蔵経
高麗八万大蔵経（こうらいはちまんだいぞうきょう）は、大韓民国の伽耶山海印寺に保存されている仏教聖典が書かれた木版から刷られた経典またはその版木のこと。「大正新脩大蔵経」の底本となったことでも知られる。

## 概要
大蔵経は、経典の総結集で一切経とも呼ばれる。経・律・論の三蔵とその注釈から成り立っている。高麗八万大蔵経は、縦が約24cm・横が約70cm・厚さが約4cmの白樺でできた版木、81,258枚からなる。そのために八万大蔵経とよばれるようになった。

## 構成
構成は、唐代に成立した仏典目録『開元釈教録』を元にして、北宋代に蜀（四川省）で開版された『開宝蔵』を踏襲しており、「般若」「宝積」「大集」「華厳」「涅槃」の五部経を筆頭・中心にし、その後に大乗の他の経と律・論、更に後に、小乗の経・律・論、その他を加えた構成となっている。通し番号は1から1498まで。
- 大乗三蔵（No1-No646）
  - 大乗経蔵（No1-No522）
    - 般若部（No1-No21）
    - 宝積部（No22-No55）
    - 大集部（No56-No78）
    - 華厳部（No79-No104）
    - 涅槃部（No105-No110）
    - 諸重訳経（No111-No387）
    - 単訳経（No388-No522）

  - 大乗律蔵（No523-No548）
  - 大乗論蔵（No549-No646）
- 小乗三蔵（No647-No978）
  - 小乗経蔵（No647-No888）
    - 阿含部（No647-No800）
    - 単訳経（No801-No888）

  - 小乗律蔵（No889-No942）
  - 小乗論蔵（No943-No978）
- 聖賢伝記録（No979-No1087）
  - 翻訳集伝（No943-No1046）
  - 中国撰述（No1047-No1087）
- その他（『開元釈教録』収録外の経典）（No1088-No1498）
  - 中国撰述・翻訳（No1088-No1401, No1403-No1404, No1406-No1498）
  - 高麗著述（No1402,No1405）

## 歴史

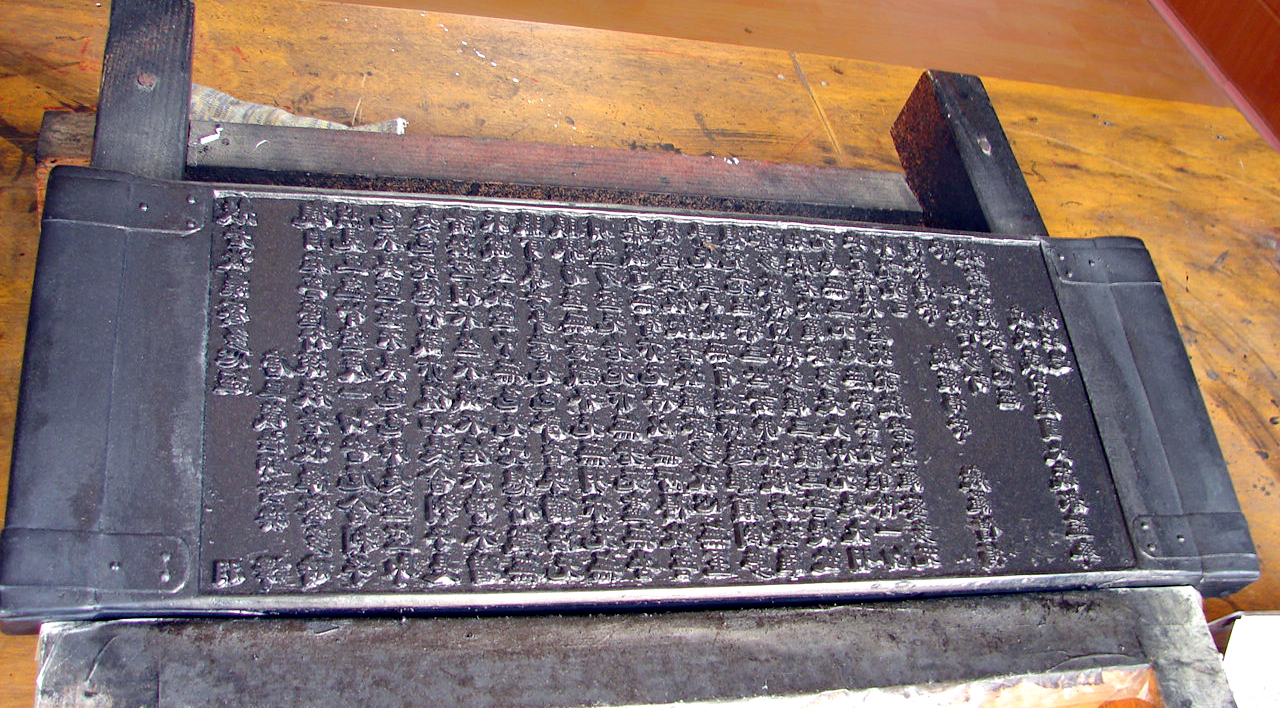
海印寺・大蔵経経板閣の内部にある版木

1011年（高麗顕宗2年）に契丹が高麗に攻め込んできた。国家防衛を祈願するために、蜀版の開宝大蔵経（971年〜983年）をもとに最初の大蔵経の製作が始まったといわれている。その後、契丹は退却した。版木は大邱の符仁寺に移された。
1236年（高麗高宗20年）にモンゴルが高麗に侵攻。符仁寺にあった版木は戦災で焼失した。江華島に避難していた高宗が再び、大蔵経の製作を指示した。巨済島や南海から白樺（桜とする資料あり）の材木を運びこみ、15年の歳月をかけて八万枚以上もの版木を彫り上げた。これが、現在に伝わる高麗八万大蔵経である。
完成後、漢陽の支天寺に運ばれる。その後、現在の伽耶山海印寺に保存された。海印寺で保存されている経板庫は李朝成宗19年（1488年）に建設された。
この高麗八万大蔵経の版木から印刷された大蔵経は、室町時代に大内盛見の勘合貿易により日本にも持ち込まれている。増上寺（東京都）と大谷大学（京都市）には、ほぼ完全に揃った高麗八万大蔵経の版木から印刷された大蔵経を所蔵している。
誤彫の少ない良本とされ、近代に入り編まれた高楠順次郎・渡辺海旭監修の「大正新脩大藏經」（大蔵出版）の底本とされて、今日ネット上で公開されている大蔵経のテキストもこれに準拠する。